# Llista de dones antàrtiques
Aquesta és una llista de dones antàrtiques. Inclou exploradores, investigadores, educadores, administradores i aventureres.
| Imatge | Nom                                                   | Any de naixement | Any de defunció | Nacionalitat           | Ocupació |
| ------ | ----------------------------------------------------- | ---------------- | --------------- | ---------------------- | --- |
|        | Abele, Doris                                          | -                | -               | Alemanya               | Biòloga marina. |
|        | Abram, Nerille                                        | 1977             | -               | Austràlia              | Ecologista del canvi climàtic i paleoclimatòloga. |
|        | Agustí Requena, Susana                                | -                | -               | Espanya                | Oceanògrafa biològica. |
|        | Ahn, In-Young 안인영                                  | -                | -               | Corea del Sud          | Oceanògrafa i ecologista bentònica. |
|        | Alder, Viviana                                        | 1957             | -               | Argentina              | Microbiòloga marina. |
|        | Alias, Siti Aisyah                                    | 1966             | -               | Malàisia               | Biòloga marina. |
|        | Allcock, Louise                                       | -                | -               | Regne Unit             | Biòloga marina i editora. |
|        | Armand, Leanne                                        | 1968             | -               | Austràlia              | Científica marina, ecologista de diatomees. |
|        | Arnesen, Liv Ragnheim                                 | 1953             | -               | Noruega                | Educadora i esquiadora de fons. Primera dona que va arribar esquiant en solitari al Pol Sud (1994).                                                    |
|        | Askin, Rosemary                                       | 1949             | -               | Nova Zelanda           | Geòloga i palinòloga. |
|        | Aston, Felicity                                       | 1977             | -               | Regne Unit             | Exploradora i científica del clima. |
|        | Auclair, Josée                                        | 1962             | -               | Canadà                 | Exploradora polar. Primera dona canadenca que ha dirigit expedicions als pols nord i sud.                                                              |
|        | Baeseman, Jenny                                       | -                | -               | Estats Units d'Amèrica | Enginyera civil, ecologista i geocientífica. |
|        | Bancroft, Ann                                         | 1955             | -               | Estats Units d'Amèrica | Escriptora, educadora i aventurera. Primera dona per completar expedicions àrtiques i antàrtiques.                                                     |
|        | Bell, Robin                                           | -                | -               | Estats Units d'Amèrica | Especialista en gel polar. |
|        | Bergstrom, Dana                                       | 1962             | -               | Austràlia              | Ecologista, escriptora i especialista en bioseguretat.                                                                                                 |
|        | Bernasconi, Irene                                     | 1896             | 1989            | Argentina              | Especialista en equinoderms. Membre del primer equip de científics argentins que van treballar a l'Antàrtida (1968).                                   |
|        | Bertler, Nancy                                        | -                | -               | Alemanya               | Geòloga i investigadora de nuclis de gel. |
|        | Black, Hope                                           | 1919             | 2018            | Austràlia              | Biòloga marina, educadora, investigadora primerenca de la regió subantàrtica.                                                                          |
|        | Bradshaw, Margaret                                    | -                | -               | Nova Zelanda           | Geòloga d'origen britànic i pionera del model de recerca antàrtica.                                                                                    |
|        | Brandt, Angleika                                      | 1961             | -               | Alemanya               | Biòloga d'aigües profundes. |
|        | Brussaard, Corina                                     | -                | -               | Països Baixos          | Ecologista de virus de l'Antàrtida. |
|        | Buma, Anita                                           | -                | -               | Països Baixos          | Ecofisiòloga marina. |
|        | Cahoon, Mary Odile                                    | 1929             | 2011            | Estats Units d'Amèrica | Monja benedictina. Primera investigadora de biologia antàrtica.                                                                                        |
|        | Castellví i Piulachs, Josefina                        | 1935             | -               | Catalunya              | Oceanògrafa, biòloga i escriptora. |
|        | Chadid, Merieme                                       | 1969             | -               | Marroc                 | Astrònoma, astrofísica i exploradora. |
|        | Chapman, Margaret Ann                                 | 1937             | 2009            | Nova Zelanda           | Limnòloga. Primera dona a dirigir una expedició antàrtica.                                                                                             |
|        | Chipman, Elizabeth                                    | 1934             | -               | Austràlia              | Escriptora. Una de les primeres dones australianes que va trepitjar l'Antàrtida (1975).                                                                |
|        | Christensen, Ingrid                                   | 1891             | 1976            | Noruega                | De les primeres exploradores polars. Primera que va arribar a la part continental de l'Antàrtida o almenys veure la terra a l'Antàrtida (1931).        |
|        | Conlan, Kathleen                                      | 1950             | -               | Canadà                 | Biòloga marina i exploradora. |
|        | Crosbie, Kim                                          | c. 1969          | -               | Regne Unit             | Ecologista i escriptora. |
|        | Crossley, Louise                                      | 1942             | 2015            | Austràlia              | Ecologista nascuda a Sud-àfrica, cap de l'estació antàrtica australiana.                                                                               |
|        | Darby, Marie                                          | -                | -               | Nova Zelanda           | Biòloga marina i professora. Primera dona de Nova Zelanda a visitar l'Antàrtida.                                                                       |
|        | Darlington, Jennie                                    | 1019             | 2009            | Canadà                 | Exploradora. Una de les primeres dones a hivernar a l'Antàrtida (1947–1948).                                                                           |
|        | Davies, Amanda                                        | -                | -               | Austràlia              | Geògrafa. |
|        | Dahl-Jensen, Dorthe                                   | 1958             | -               | Dinamarca              | Geofísica i investigadora del gel i del clima. |
|        | Dharmshaktu, Reena Kaushal रीना कौशल धर्मशक्तू              | -                | -               | Índia                  | Primera dona índia que va volar cap al Pol Sud. |
|        | Era Al-Sufri, Dk Najibah                              | 1983             | -               | Brunei                 | Primera dona de Brunei que va arribar al Pol Sud. |
|        | Escutia Dotti, Carlota                                | -                | -               | Espanya                | Geòloga. |
|        | Falkner, Kelly                                        | 1960             | -               | Estats Units d'Amèrica | Química oceanògrafa i educadora. |
|        | Fanta, Edith Susana Elisabeth                         | 1943             | 2008            | Brasil                 | Biòloga i investigadora de peixos antàrtics. |
|        | Farkas, Edith                                         | 1921             | 1993            | Nova Zelanda           | Meteoròleg d'origen hongarès i investigador de l'ozó.                                                                                                  |
|        | Farrell, Roberta                                      | -                | -               | Nova Zelanda           | Biòloga educadora d'origen estatunidenc. |
|        | Fenton, Gwen                                          | -                | -               | Austràlia              | Biòloga Primera dona que va ser cap científica de la divisió antàrtica australiana.                                                                    |
|        | Ferrière, Laurence de la                              | 1957             | -               | França                 | Escaladora i exploradora d'origen marroquí. Primera dona francesa que va arribar al Pol Sud en solitari (1997).                                        |
|        | Fiennes, Ginny                                        | 1947             | 2004            | Regne Unit             | Exploradora. El seu equip Expedició Transglobe va ser el primer a arribar als dos pols.                                                                |
|        | Francis, Jane                                         | 1956             | -               | Regne Unit             | Paleoclimatòloga i directora de la British Antarctic Survey.                                                                                           |
|        | Fricker, Helen                                        | -                | -               | Regne Unit             | Glaciòloga i escriptora. |
|        | Hall, Samantha                                        | 1982             | -               | Austràlia              | Investigadora ambiental. |
|        | Hepinstall, Patricia                                  | -                | -               | Estats Units d'Amèrica | Assistenta de vol. Una de les dues primeres dones a volar cap a l'Antàrtida (1957).                                                                    |
|        | Heywood, Karen                                        | -                | -               | Regne Unit             | Oceanògrafa i educadora. |
|        | Hillary, Barbara                                      | 1931             | -               | Estats Units d'Amèrica | Aventurera. Primera dona afroamericana que va visitar els dos pols.                                                                                    |
|        | Honnywill, Eleanor                                    | c. 1919          | 2003            | Regne Unit             | Escriptora i col·laboradora de la British Antarctic Survey.                                                                                            |
|        | Huffman, Louise                                       | 1951             | -               | Estats Units d'Amèrica | Educador especialitzada en ciències polars. |
|        | Hulbe, Christina                                      | -                | -               | Estats Units d'Amèrica | Geòloga i educadora. |
|        | Isaksson, Elisabeth                                   | -                | -               | Suècia                 | Geòloga i glaciòloga. |
|        | Jemison, Kelly                                        | -                | -               | Estats Units d'Amèrica | Geòloga especialitzada en diatomees antàrtiques. |
|        | Johnson, Joanne                                       | 1977             | -               | Regne Unit             | Geòloga i escriptora. |
|        | Jones, Lois                                           | 1935             | 2000            | Estats Units d'Amèrica | Geoquímica. Cap del primer equip científic format només per dones a l'Antàrtida (1969).                                                                |
|        | Kelleyx, Ruth                                         | -                | -               | Estats Units d'Amèrica | Assistenta de vol. Una de les dues primeres dones a volar cap a l'Antàrtida (1957).                                                                    |
|        | Kin, Ji Hee 김지희                                    | -                | -               | Corea del Sud          | Biòloga, ecologista i escriptora. |
|        | King, Catherine                                       | -                | -               | Austràlia              | Ecologista especialitzada en investigació en ecotoxicologia.                                                                                           |
|        | Langhorne, Pat                                        | -                | -               | Nova Zelanda           | Física del gel marí |
|        | Lannuzel, Delphine                                    | -                | -               | Austràlia              | Biogeoquímica nascuda a Bèlgica i educadora. |
|        | Law, Nel                                              | 1914             | 1990            | Austràlia              | Artista i escriptora. La primera dona australiana que va trepitjar l'Antàrtida (1961).                                                                 |
|        | Lee, Hong Kum 이홍금                                  | -                | -               | Corea del Sud          | Biotecnòloga marina. |
|        | Lee, Jennifer                                         | -                | -               | Regne Unit             | Especialista en espècies invasores. |
|        | Leventer, Amy                                         | -                | -               | Estats Units d'Amèrica | Biòloga marina i micropaleontòloga. |
|        | Linse, Katrin                                         | -                | -               | Alemanya               | Biòloga bentònica marina. |
|        | Liu Yan 刘岩                                          | -                | -               | Xina                   | Especialista en icebergs i ecologista. |
|        | Lochte, Karin                                         | 1952             | -               | Alemanya               | Oceanògrafa i especialista en canvi climàtic. |
|        | Klenova, Maria                                        | 1898             | 1976            | Rússia                 | Geòloga marina. Una de les primeres dones que van dur a terme treballs científics a l'Antàrtida, contribuint al primer atles antàrtic soviètic (1956). |
|        | Kolotnytska, Halyna Галина Колотницька                | 1982             | -               | Ucraïna                | Cuinera de la segona expedició antàrtica ucraïnesa (1997-1998)                                                                                         |
|        | Lüdecke, Cornelia                                     | 1954             | -               | Alemanya               | Meteoròloga i escriptora. |
|        | McKeand, Hannah                                       | 1973             | -               | Regne Unit             | Rècord d'esquí en solitari des de la costa fins al Pol (39 dies) i rècord de nombre d'expedicions al Pol Sud.                                          |
|        | McKnight, Diane                                       | 1953             | -               | Estats Units d'Amèrica | Enginyera ambiental, educadora i editora. |
|        | McWhinnie, Mary Alice                                 | 1922             | 1980            | Estats Units d'Amèrica | Biòloga. Primera dona estatunidenca que va dirigir una estació d'investigació antàrtica.                                                               |
|        | Metcalf, Victoria                                     | -                | -               | Nova Zelanda           | Biòloga marina i educadora. |
|        | Metcheva, Rumyana Panaĭotova Румяна Панайотова Мечева | 1950             | -               | Bulgària               | Ecotoxicóloga. |
|        | Meyer, Bettina                                        | -                | -               | Alemanya               | Biòloga marina. |
|        | Mikkelsen, Carolina                                   | 1906             | 1998            | Dinamarca              | Exploradora. Primera dona que va trepitjar l'Antàrtida o una illa antàrtica (1935).                                                                    |
|        | Mikucki, Jill                                         | -                | -               | Estats Units d'Amèrica | Microbióloga. |
|        | Millam, Robyn                                         | -                | -               | Estats Units d'Amèrica | Astrònoma, física i investigadora dels cinturons de radiació.                                                                                          |
|        | Morris, Elizabeth                                     | 1946             | -               | Regne Unit             | Glaciòloga. |
|        | Murder, Tori                                          | 1963             | -               | Estats Units d'Amèrica | Exploradora. Primera dona que va arribar al Pol Sud per terra (1989).                                                                                  |
|        | Murray, Allison                                       | -                | -               | Estats Units d'Amèrica | Microbiòloga. |
|        | Murray, Tavi                                          | -                | -               | Regne Unit             | Glaciòloga. |
|        | Nedbalová, Linda                                      | 1976             | -               | Txèquia                | Biòloga i escriptora. |
|        | Nielsen, Jerri                                        | 1952             | 2009            | Estats Units d'Amèrica | Física i escriptora. |
|        | O'Brien, Vanessa                                      | 1964             | -               | Estats Units d'Amèrica | Escaladora i exploradora. |
|        | Olech, Maria                                          | 1941             | -               | Polònia                | Biòloga i liquenòloga. |
|        | Oliver, Pom                                           | 1952             | -               | Regne Unit             | Exploradora i directora de cinema. |
|        | Ortúzar, Patrícia                                     | -                | -               | Argentina              | Geògrafa i escriptora. |
|        | Palais, Julie                                         | -                | -               | Estats Units d'Amèrica | Glaciòloga. |
|        | Pant, Aditi अदिति पंत                                    | -                | -               | Índia                  | Oceanògrafa. Primera dona índia que va visitar l'Antàrtida (1983).                                                                                     |
|        | Patterson, Diana                                      | 1950             | -               | Austràlia              | Primera dona a dirigir una estació antàrtica australiana.                                                                                              |
|        | Peden, Irene C.                                       | 1925             | -               | Estats Units d'Amèrica | Enginyera elèctrica. Primera científica estatunidenca que va treballar a l'interior de l'Antàrtida (1970).                                             |
|        | Pellizari, Vivian Helena                              | -                | -               | Brasil                 | Microbióloga. |
|        | Peoples, Ann                                          | -                | -               | Estats Units d'Amèrica | Primera estatunidenca a tenir una posició de direcció a l'Antàrtida.                                                                                   |
|        | Pettit, Erin                                          | 1971             | -               | Estats Units d'Amèrica | Glaciòloga. |
|        | Pompe, Annelie                                        | 1981             | -               | Suècia                 | Aventurera i escaladora. Ha escalat tots els Set Cims, incloent el mont Vinson.                                                                        |
|        | Poncet, Sally                                         | 1954             | -               | Austràlia              | Biòloga, ornitòloga i exploradora. |
|        | Pujals, Carmen                                        | 1916             | 2003            | Argentina              | Botànica. Membre del primer equip de científics argentins que va treballar a l'Antàrtida (1968).                                                       |
|        | Puskeppeleit, Monika                                  | 1955             | -               | Alemanya               | Metgessa. Cap de l'estació del primer equip totalment compost per dones que va hivernar a l'Antàrtida.                                                 |
|        | Rachlew, Lillemor                                     | 1902             | 1983            | Noruega                | Una de les primeres dones a arribar a la part continental de l'Antàrtida (1937).                                                                       |
|        | Rapahel, Marilyn                                      | -                | -               | Trinidad i Tobago      | Climatòloga, educadora i escriptora. |
|        | Riesselman, Christina                                 | -                | -               | Estats Units d'Amèrica | Paleoceanògrafa. |
|        | Ritz, Catherine                                       | -                | -               | França                 | Geògrafa i climatòloga. |
|        | Robinson, Natalie                                     | -                | -               | Nova Zelanda           | Oceanògrafa polar. |
|        | Robinson, Sharon                                      | -                | -               | Regne Unit             | Fisiòloga de plantes i biòloga del canvi climàtic. |
|        | Rogan-Finnemore, Michelle                             | -                | -               | Estats Units d'Amèrica | Científica i experta legal. |
|        | Ronne, Jackie                                         | 1919             | 2009            | Estats Units d'Amèrica | Exploradora. Primera dona a treballar com a membre d'una expedició antàrtica (1947-1948).                                                              |
|        | Rumble, Jane                                          | -                | -               | Regne Unit             | Cap del Departament de les Regions Polars i de l'oficina de Relacions Exteriors i de la Commonwealth (2007).                                           |
|        | Salim, Namira                                         | 1975             | -               | Paquistan              | Exploradora i artista. |
|        | Schloss, Irene                                        | -                | -               | Argentina              | Biòloga del plancton. |
|        | Selkirk, Patricia Margaret                            | 1942             | -               | Austràlia              | Biòloga de plantes i ecologista. |
|        | Sengupta, Sudipta सुदीप्ता सेनगुप्ता                          | -                | -               | Índia                  | Geòloga estructural, alpinista i escriptora. |
|        | Shaw, Justine                                         | -                | -               | Austràlia              | Ecologista i científica de conservació. |
|        | Siddoway, Christine                                   | 1961             | -               | Estats Units d'Amèrica | Geòloga estructural. |
|        | Sjögren, Tina                                         | 1959             | -               | Suècia                 | Alpinista i exploradora d'origen txec. Primera dona que va completar Three Poles Challenge (2002).                                                     |
|        | Skog, Cecilie                                         | 1974             | -               | Noruega                | Infermera, exploradora i aventurera. |
|        | Solås, Monica Kirstensen                              | 1950             | -               | Noruega                | Glaciòloga, meteoròloga i exploradora. |
|        | Stancer, Rosie                                        | 1960             | -               | Regne Unit             | Exploradora i aventurera. |
|        | Steinberg, Deborah                                    | -                | -               | Estats Units d'Amèrica | Oceanògrafa i ecologista de zooplàncton. |
|        | Strugnell, Jan                                        | 1976             | -               | Austràlia              | Biòloga evolutiva molecular. |
|        | Tabei, Junko 田部井 淳子                              | 1939             | -               | Japó                   | Alpinista. Primera dona a pujar al cim de la muntanya Vinson, la muntanya més alta de l'Antàrtida.                                                     |
|        | Takacs-Vesbach, Cristina                              | 1968             | -               | Estats Units d'Amèrica | Ecologista microbiana. |
|        | Talley, Lynne                                         | 1954             | -               | Estats Units d'Amèrica | Física oceanògrafa. |
|        | Thomson, Janet                                        | 1942             | -               | Regne Unit             | Geòloga. Primera dona britànica a realitzar investigacions de camp a l'Antàrtida.                                                                      |
|        | Thornewill, Fiona                                     | 1966             | -               | Regne Unit             | Exploradora. |
|        | Topârceanu, Florica                                   | 1954             | -               | Romania                | Biòloga i investigadora mèdica. |
|        | Truswell, Elizabeth                                   | 1941             | -               | Austràlia              | Palinòloga i artista visual. |
|        | Ungunmerr-Baumann, Miriam-Rose                        | 1950             | -               | Austràlia              | Activista, educadora i artista. Una de les primeres dues indígenes australianes que van visitar l'Antàrtida.                                           |
|        | Vallejos-Marchant, Verónica                           | c. 1967          | -               | Xile                   | Biòloga marina i conservacionista, |
|        | Verde, Cinzia                                         | -                | -               | Itàlia                 | Biòloga, escriptora. |
|        | Vick-Majors, Trista                                   | -                | -               | Estats Units d'Amèrica | Ecologista microbiana. |
|        | Vries, Monique de                                     | 1947             | -               | Països Baixos          | Política i partidària de la investigació polar. |
|        | Vuuren, Bettine van                                   | -                | -               | Sud-àfrica             | Zoòloga. |
|        | Wadhwa, Meenakshi மீனாட்சி வாத்வா                            | -                | -               | Estats Units d'Amèrica | Científica planetària i geòloga d'origen indi. Va anar a l'Antàrtida entre el 1992 i 2012 amb els programes Antarctic Search for Meteorites (ANSMET).  |
|        | Wadman, Jemma                                         | -                | -               | Regne Unit             | Biogeoquímica glacial. |
|        | Wåhlin, Anna                                          | 1970             | -               | Suècia                 | Oceanògrafa física. |
|        | Wall, Diana                                           | -                | -               | Estats Units d'Amèrica | Científica ambiental i ecologista del sòl. |
|        | Warny, Sophie                                         | 1969             | -               | Estats Units d'Amèrica | Palinòloga d'origen belga. |
|        | Wei, Lijie 韦利杰                                     | 1974             | -               | Xina                   | Paleontòloga i estratigrafista. |
|        | Wienecke, Barbara                                     | -                | -               | Austràlia              | Ecòloga marina nascuda a Namíbia. |
|        | Wilmotte, Annick                                      | -                | -               | Bèlgica                | Microbiòloga. |
|        | Wilson, Nerida                                        | -                | -               | Austràlia              | Biòloga marina d'invertebrats. |
|        | Wilson, Terry                                         | 1954             | -               | Estats Units d'Amèrica | Geòloga especialista en tectònica. |
|        | Wratt, Gillian Shirley                                | 1954             | -               | Nova Zelanda           | Botànica. Primera directora del programa antàrtic de Nova Zelanda.                                                                                     |
|        | Young, Pamela Margaret                                | -                | -               | Nova Zelanda           | Primera neozelandesa que va viure i treballar a l'Antàrtida.                                                                                           |